# Phoenix Motorcars
Phoenix Cars LLC., aussi appelé Phoenix Motorcars est un développeur de véhicules tout électriques basé en Ontario, en Californie. La société a été fondée en 2002 et est devenue une filiale à 100% d'Al Yousuf LLC en 2009. Phoenix a lancé sa navette de 14 à 22 passagers entièrement électrique avec une autonomie de 160 km par charge en 2013. Le bus est basé sur le Ford E350/450 Series.
Phoenix est entièrement approuvé par la California Air Resources Board (CARB),.

## Restructuration et financement
Le 19 mars 2008, la société Phoenix Motorcars a annoncé qu'elle avait achevé un financement et une restructuration, avec Al Yousuf LLC, basé à  Dubaï, aux Émirats arabes unis et AES Corporation, basée à Arlington, en Virginie, comme nouveaux investisseurs, le départ des fondateurs d'origines de Phoenix Motorcars et la nomination d’un nouveau conseil d’administration.
À la mi-2010, Al Yousuf LLC a conclu un accord avec AES Corporation qui a permis à Phoenix Motorcars de devenir une filiale à 100% d'Al Yousuf LLC. Cela a conduit à une autre restructuration de Phoenix Motorcars en moins de 2 ans, la société se concentrant sur son système de 3e génération destiné aux bus et aux camions sur le châssis coupé Ford E350/E450.

## Galerie

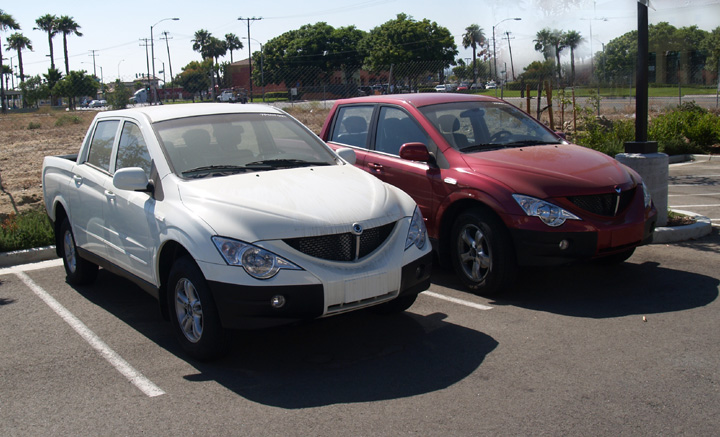
Phoenix SUT
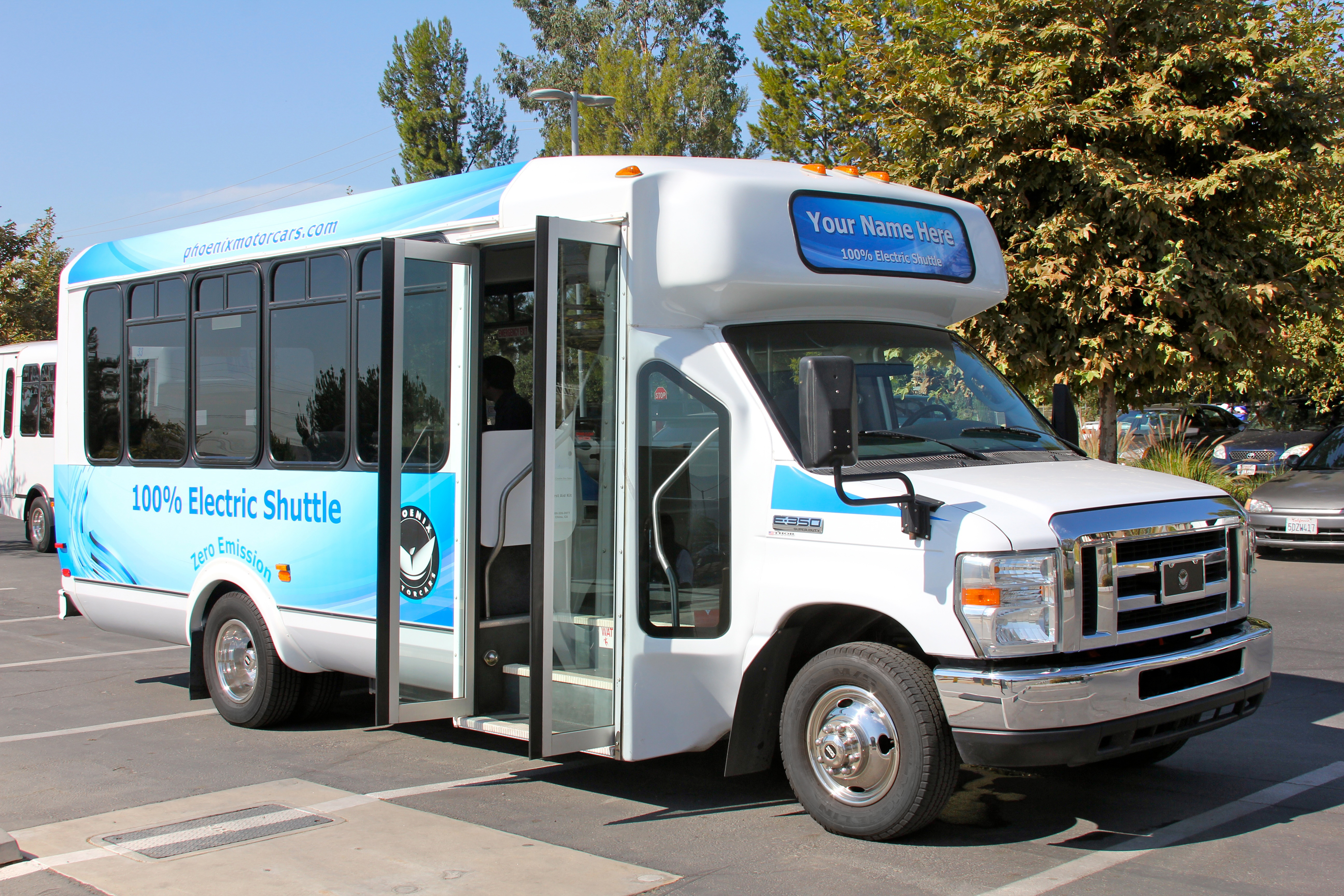
Navette Phoenix Motorcars ZEUS